# Mixopterus
Il missottero (gen. Mixopterus) è un artropode estinto appartenente agli euripteridi (o “scorpioni marini”). Visse nel Siluriano superiore (circa 400 milioni di anni fa). I suoi resti sono stati ritrovati in Norvegia e negli USA.

## Descrizione
L'aspetto di questo artropode marino era davvero impressionante: lungo circa 75 centimetri, il missottero possedeva una lunga coda aculeata e due paia di lunghe appendici anteriori, dotate di lunghe spine, il che doveva renderlo simile a un mostruoso scorpione. Il corpo, ricoperto di numerosi tubercoli sparsi, era di forma quadrata e si restringeva posteriormente. Le spine sulle due prime paia di zampe erano allungate e appaiate; le altre due paia di zampe possedevano spine notevolmente più corte ed erano usate per spostarsi. La parte terminale della coda (telson) era ricurva e probabilmente era dotata di una ghiandola velenosa.

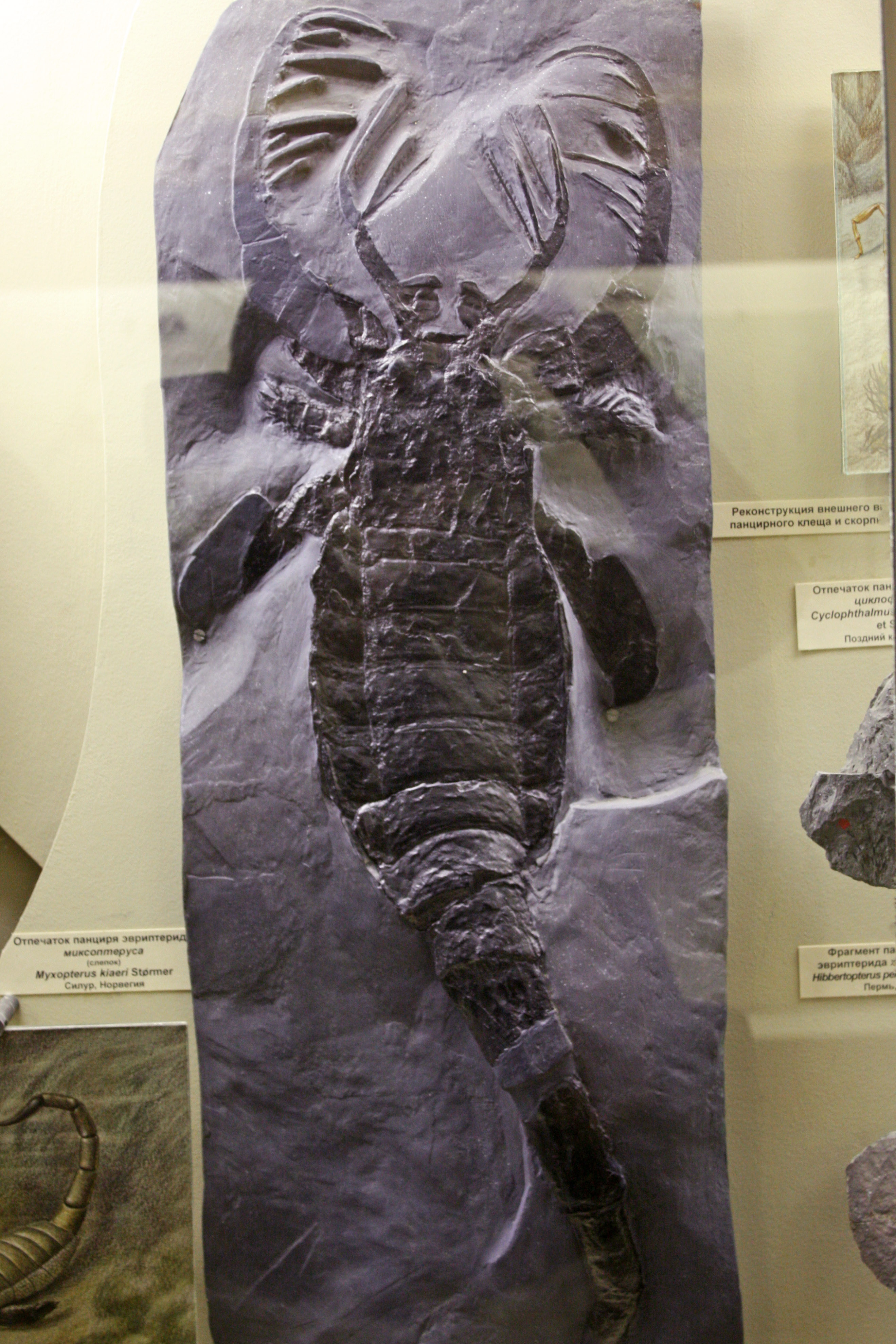
Fossile di Mixopterus kiaeri

## Classificazione
Il missottero è stato scoperto per la prima volta nel 1909 dal ricercatore scandinavo Johan Kiaer, che scoprì un esemplare completo e perfettamente conservato. Il nome della specie tipo (Mixopterus kiaeri) è dedicato a lui. Questo animale appartiene agli euripteridi, gli “scorpioni di mare” che nel corso del Paleozoico si diffusero in gran parte degli habitat acquatici. In particolare, il missottero sembra essere stato imparentato con Megalograptus e Carcinosoma, ed è stato avvicinato anche ai veri scorpioni, dei quali è stato visto come un possibile antenato. È probabile, però, che questi ultimi si fossero evoluti già alcuni milioni di anni prima.

## Stile di vita

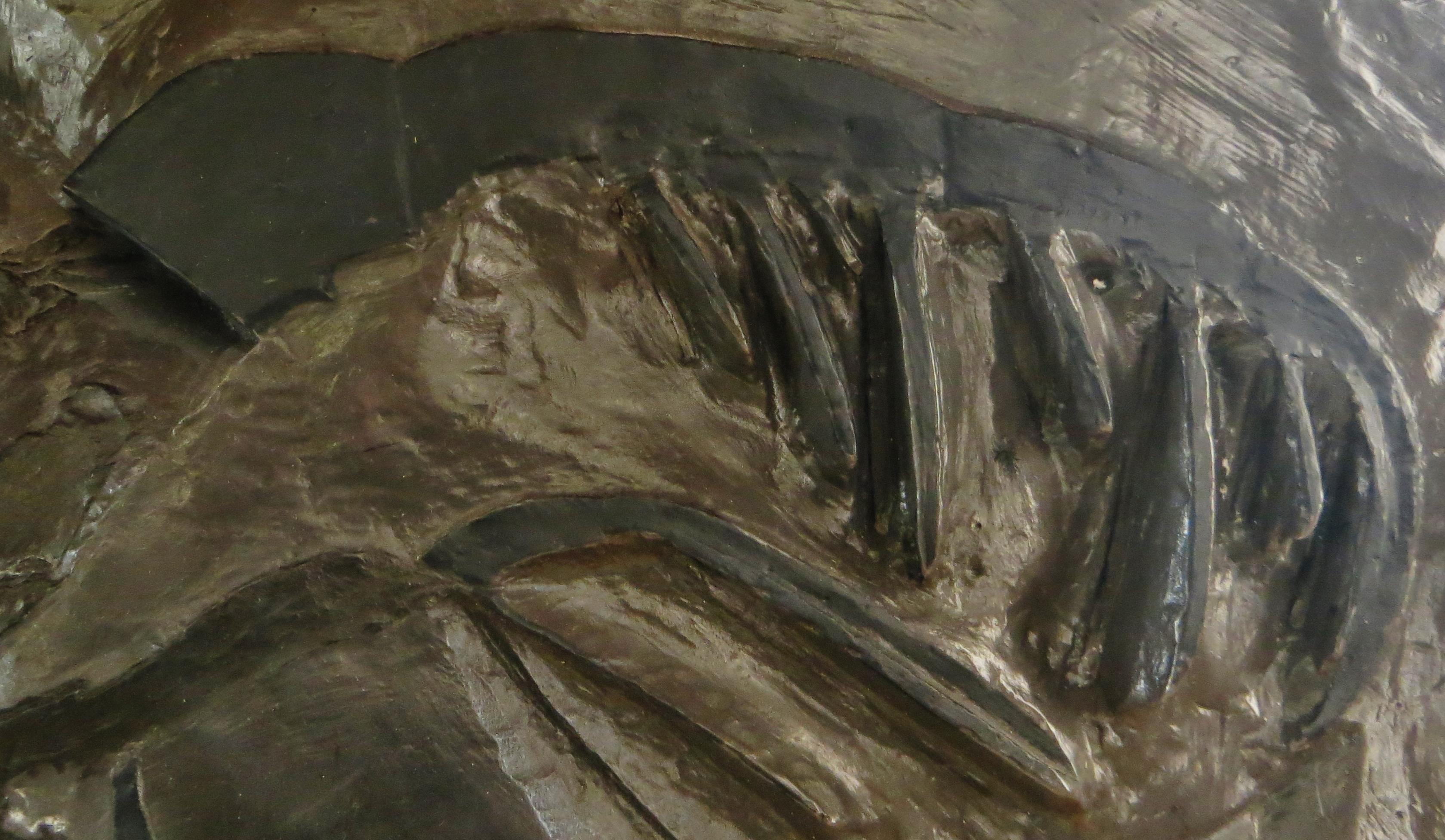
Appendice di Mixopterus kiaeri

Il missottero era sicuramente un predatore, e probabilmente si nutriva di piccoli pesci primitivi che catturava con le lunghe spine presenti sulle zampe poste anteriormente. Le prede, forse, venivano colpite con l'aculeo caudale, munito di veleno, che contribuiva a paralizzarle. I resti di missottero sono stati ritrovati in giacimenti di acqua dolce, ed è possibile che questo animale sia stato in grado di compiere brevi tragitti sulla terraferma.